# Vagnsmuseet i Alnarp
Vagnmuseet i Alnarp är ett museum på Alnarp, som är en del av Alnarpsmuseerna, som drivs av Sveriges lantbruksuniversitet. I andra byggnader på området har Alnarpsmuseerna Skånes lantbruksmuseum, Hovbeslagsmuseet och en permanent utställning över Alnarps historia.
Museet invigdes 1993 och ligger i den tidigare kirurgibyggnaden mitt emot den tidigare hovslagarskolan, som nu inrymmer Hovbeslagsmuseet. Museet ligger i den ursprungliga operationshallen från 1910 och det tidigare sjukstallet i en tillbyggnad från 1938.

## Föremål i urval
- 4,4 meter lång chariot (exklusive dragstång), en heltäckt tvåsitsig åkvagn med lakejbräda baktill, tillverkad vid mitten av 1700-talet
- 3,8 meter lång landå (exklusive dragstång) med en vagnkorg på 416 centimeter, med visavisäten (säten mitt emot varandra) och två dörrar med glasfönster, tillverkad på 1880-talet
- 2,6 meter lång charabang (exklusive dragstång) med en vagnskorg på 227 centimeter, med två säten med två sittplatser vardera, tillverkad i början av 1900-talet på Alnarp
- 3,20 meter lång charabang (exklusive dragstång) med en vagnskorg på 266 centimeter, med två säten med tre sittplatser vardera, tillverkad 1890 av vagnmakare Elof Jensen i Köpenhamn
- 3,25 meter lång charabang (exklusive dragstång) med en vagnskorg på 295 centimeter), med två säten med tre sittplatser vardera, tillverkad 1915 på Alnarp
- Arbetsvagn (så kallad bolstervagn, en gafflad skrinda med en vedhäck, tillverkad i början av 1900-talet[1]
- 4,90 meter lång ofjädrad holsteinervagn (exklusive dragstång) med soffa för två personer, tillverkad på 1700-talet
- 2,7 meter lång myladyschäs (exklusive dragstång) med en 200 centimeter lång vagnskorg, ned två säten med två sittplatser vardera, tillverkad på 1870-talet
- 1,5 meter lång rysk droska (exklusive dragstång), med soffa för två passagerare samt sits för betjänt, tillverkad i början av 1800-talet
- 3,2 meter lång kabriolet-kalesch (exklusive dragstång) av Viktoriatyp med en vagnskorg på 264 centimeter, med två säten med för vardera två personer placerade visavis, tillverkad på 1880-talet av vagnmakare P Olsen i Köpenhamn